# Minto (Dakota del Norte)
Minto es una ciudad ubicada en el condado de Walsh en el estado estadounidense de Dakota del Norte. En el censo de 2010 tenía una población de 604 habitantes y una densidad poblacional de 164,46 personas por km².

## Geografía
Minto se encuentra ubicada en las coordenadas 48°17′33″N 97°22′23″O / 48.29250, -97.37306. Según la Oficina del Censo de los Estados Unidos, Minto tiene una superficie total de 3.67 km², de la cual 3.67 km² corresponden a tierra firme y (0%) 0 km² es agua.

## Demografía
Según el censo de 2010, había 604 personas residiendo en Minto. La densidad de población era de 164,46 hab./km². De los 604 habitantes, Minto estaba compuesto por el 95.86% blancos, el 0.33% eran afroamericanos, el 0.17% eran amerindios, el 0% eran asiáticos, el 0% eran isleños del Pacífico, el 2.98% eran de otras razas y el 0.66% pertenecían a dos o más razas. Del total de la población el 15.73% eran hispanos o latinos de cualquier raza.